# Pedro Segarra
Pedro E. Segarra (sinh ngày 28 tháng 4 năm 1959) là một chính khách và luật sư người Mỹ gốc Puerto Rico, từng là thị trưởng thứ 66 của Hartford, Connecticut. Trước khi trở thành thị trưởng, Segarra là chủ tịch của Hội đồng thành phố Hartford.  Ông đã kế nhiệm cựu Thị trưởng Eddie Perez, người đã từ chức sau khi ông bị bồi thẩm đoàn Tòa án cấp cao tiểu bang kết tội hối lộ và tống tiền trong một vụ án tham nhũng chính trị, mặc dù cuối cùng các cáo buộc của Perez đã bị Tòa phúc thẩm Connecticut đảo ngược. Segarra, người đã tuyên thệ nhậm chức thị trưởng vào ngày 25 tháng 6 năm 2010 và thắng cử lại vào ngày 8 tháng 11 năm 2011. Năm 2015, Luke Bronin đánh bại Segarra để được đề cử thị trưởng đảng Dân chủ. Ông là thị trưởng thứ hai của Hartford có tổ tiên là người Puerto Rico và là thị trưởng đồng tính công khai đầu tiên của thành phố. Ông cũng là thị trưởng đồng tính công khai thứ hai của một thành phố thủ phủ của tiểu bang Hoa Kỳ (David Cicilline ở láng giềng Providence, Rhode Island là người đầu tiên).

## Đầu đời và sự nghiệp
Segarra sinh ra ở thị trấn nông thôn nhỏ Maricao, Puerto Rico. Năm bảy tuổi, gia đình ông chuyển đến Bronx, New York để tìm kiếm cơ hội tốt hơn. Năm mười lăm tuổi, Segarra chuyển đến Hartford để tìm kiếm một cuộc sống tốt hơn những gì ông đang trải qua ở thành phố New York. Là cư dân của Hartford từ năm 1975, Segarra là cựu sinh viên của Greater Hartford Community College, nơi ông là thành viên sáng lập của Tổ chức Sinh viên Latino của trường.  Sau đó, ông đã giành được học bổng toàn phần của Đại học Hartford, nơi ông nhận được bằng Cử nhân Văn học về Khoa học Chính trị.
Segarra được nhận vào Trường Cao học Công tác Xã hội của Đại học Connecticut, nơi ông nhận bằng Thạc sĩ Công tác Xã hội.  Sau khi tốt nghiệp, ông theo học Trường Luật của Đại học Connecticut và tốt nghiệp năm 1985.  Ông đã vượt qua thanh Connecticut cùng năm đó. Khi còn học trường luật, Segarra là thành viên sáng lập của Tổ chức sinh viên luật Latino và trở thành Chủ tịch đầu tiên của tổ chức.  Ông là thành viên của các quán bar của bang Connecticut và liên bang (từ năm 1986) và Đoàn của Bang Florida (từ năm 2000).
Năm 1991, Segarra được bổ nhiệm làm Cố vấn Tổng công ty cho Thành phố Hartford, người trẻ nhất từng được chọn vào vị trí này vào thời điểm đó  và được bổ nhiệm vào vị trí này trong ba nhiệm kỳ liên tiếp. Ông cũng là thành viên sáng lập của chi nhánh Hartford của Hogar CREA, Hội đồng Y tế Hispanic (HHC), và Connecticut Latino/với tư cách Đạt được Quyền và Cơ hội (CLARO).

## Đời tư
Trước khi trở thành thị trưởng, Segarra là đối tác quản lý của Văn phòng Luật Segarra & López, tuy nhiên sau khi nhậm chức, ông tuyên bố với khách hàng của mình rằng ông sẽ đóng cửa hành nghề tư nhân để tập trung vào nhiệm vụ thị trưởng của mình.  Là một thành viên tích cực của cộng đồng, Segarra sống ở West End của Hartford với chồng của mình, Charlie Ortiz.